# Peter Gade
Pour les articles homonymes, voir Gade.
Peter Høg Gade Christensen est un joueur danois de badminton, né le 14 décembre 1976 à Aalborg. Il a été l'un des meilleurs joueurs mondiaux de simple, très connu pour son sens tactique unique et sa régularité. 
Peter Gade est connu pour la beauté du jeu qu'il offre, avec des tricks qu'il a lui-même inventé. C'est sans doute le joueur de badminton étranger le plus aimé du public français, tant pour le spectacle qu'il offre, que pour le fair-play qu'il montre lors des tournois.
Il fut numéro 1 mondial entre 1998 et 2001, mais n'a jamais décroché de titre olympique ou mondial chez les seniors.
Il a arrêté sa carrière internationale après l'Open de France en 2012.
En 2015, il est nommé directeur de la performance à la Fédération française de badminton avec pour mission de « placer le badminton français dans le top 3 des nations européennes ».

## Palmarès

### Championnats
- Vainqueurs aux Internationaux de France de badminton 2008
- Quart de finaliste aux Premiers Internationaux de France de badminton 2007
- Victorieux du Grand Prix en 1999
- Médaille d'argent au Championnat du monde en 2001
- Médaille de bronze au Championnat du monde en 1999, 2005, 2010 et 2011
- Champion d'Europe en simples et par équipes en 1998, 2000, 2004, 2006, 2010
- Champion du monde Juniors en 1994
- Champion danois en  2000-2003, 2005-2007, 2009 et 2010.

### Tournois
- Vainqueur de l'Open de Corée en  2000 et 2005
- Vainqueur de l'Open d'Angleterre en 2004
- Vainqueur de l'Open de Corée en 2000 et 2001
- Vainqueur de l'Open du Danemark en 1998 et 2000
- Vainqueur de l'Open de Taiwan en 1997 et 2000
- Vainqueur de l'Open du Japon en 1998 et 1999
- Vainqueur de l'Open de Malaisie en 1998
- Vainqueur des Masters de Copenhague en 2000
- Vainqueur de l'Open Malaysia 2008
- Vainqueur de l'Open du Danemark 2008
- Vainqueur de l'Open de France 2008
- Vainqueur de l'Open de Corée 2009